# Vladislav Kovalëv
Vladislav Vladimirovič Kovalëv, in russo Владислав Владимирович Ковалёв? (Minsk, 6 gennaio 1994), è uno scacchista bielorusso, Grande Maestro dal 2013.

## Principali risultati
Tre volte vincitore del campionato bielorusso giovanile (U14 nel 2009, U16 nel 2011, U18 nel 2012). Ha partecipato due volte al campionato europeo giovanile: nel 2008 nella sezione U14 (argento) e nel 2010 nella sezione U16 (bronzo). 
Ha partecipato con la Bielorussia a tre olimpiadi degli scacchi (2012, 
2014 e 2016), realizzando complessivamente il 59,5% dei punti.
Altri risultati:
- 2013:  pari primo a Viljandi nel memorial Ilmar Raud;
- 2016:  vince a Minsk il Campionato bielorusso;
- 2017:  vince il Liepājas Rokāde Open con 10.5 punti su 13 [3];
- 2018:  in febbraio vince a Mosca l'Open Aeroflot con 7 /9; in luglio è terzo nel torneo Sparkassen di Dortmund;
- 2019:  in gennaio vince il torneo Tata Steel Challengers, con 1,5 punti di vantaggio sul secondo classificato. In agosto vince l'Open di Spilimbergo con 7.5 punti . [4]
- 2020:  in gennaio partecipa al torneo Tata Steel Masters (vinto da Fabiano Caruana), realizzando 4/13 (+1 =6 –6).

Ha raggiunto il massimo rating FIDE in febbraio 2019, con 2.703 punti Elo.